# Česká strana regionů
Česká Strana Regionů (zkráceně ČSR) je regionální, středová politická strana, vzniklá v létě roku 2010. ČSR je regionální strana bez vazeb a ambicí na celorepublikové politické dění, která vznikla iniciativou občanského sdružení Pardubáci. To se již delší dobu aktivně podílelo na veřejném dění v Pardubicích a okolí.

## Historie
ČSR byla založena v roce 2010 občanským sdružením Pardubáci. Předsedou strany byl zvolen člen Zastupitelstva města Pardubic a současně předseda Pardubáci o.s. František Brendl. V komunálních volbách kandiduje v Pardubicích na kandidátní listině PARDUBÁCI (politická strana Česká strana regionů).
Jako regionální strana se programově soustředí na region Pardubice a okolí. Klade důraz na transparentní hospodaření s majetkem města, zprůhlednění výběrových řízení, zlepšení dopravní situace a zajištění prostorů pro aktivní odpočinek v Pardubicích. Tématem voleb do zastupitelstev 2010 je zrušení městských obvodů a zachování letního kina v Tyršových sadech.
V roce 2010 ve volbách do Senátu Parlamentu České republiky kandidoval za ČSR v obvodě č. 43 – Pardubice nezávislý podnikatel Vladimír Engelmajer.
Při krajských volbách v roce 2012 kandidovala v Pardubickém kraji v koalici s Východočechy. Koalice získala 3,2 % hlasů a žádný mandát.
V roce 2014 ve volbách do Evropského Parlamentu postavila strana samostatně kandidátku číslo 19 a získala celkem 2 535, tedy 0,16 % hlasů.
Ve volbách do zastupitelstev krajů v roce 2016 opět kandidovala pouze v Pardubickém kraji, a to v koalici s hnutími Východočeši a Nezávislí. Společně získali 1,5 % hlasů a nula mandátů.

## Volební výsledky

##### Obecní volby
| Rok  | Počet hlasů | Hlasy v % | Mandátů |
| ---- | ----------- | --------- | ------- |
| 2010 | 107 794     | 10,35 %   | 5/39    |
| 2014 | 62 026      | 7,19 %    | 3/39    |

##### Krajské volby
| Rok  | Počet hlasů | Hlasy v % | Mandátů |
| ---- | ----------- | --------- | ------- |
| 2012 | 4 981       | 3,2 %     | 0/45    |
| 2016 | 2 253       | 1,5 %     | 0/45    |

##### Volby do Evropského Parlamentu
| Rok  | Počet hlasů | Hlasy v % | Mandátů |
| ---- | ----------- | --------- | ------- |
| 2014 | 2 535       | 0,16 %    | 0/21    |